# 必読書150
『必読書150』（ひつどくしょひゃくごじゅう）は、2002年（平成14年）に太田出版から出版された書籍。柄谷行人（文芸評論家・哲学者）・浅田彰（批評家）・岡崎乾二郎（造形作家・批評家）・奥泉光（小説家）・島田雅彦（小説家）・絓秀実（文芸評論家）・渡部直己（文芸評論家）の共著であり、「必読書」150冊と「参考テクスト」70冊を紹介する、「現実に立ち向かう知性回復のために本当に必要なカノン(正典)を提出し、読まなくてもいい本を抑圧する、反時代的、強制的ブックガイド」(出版社ホームページより引用)とされる。なお、序文によれば150冊の中に本書の出版社である太田出版の本は一冊も含まれていない。

## 構成
- 序文：柄谷行人が執筆。「われわれは今、教養主義を復活させようとしているのではない。現実に立ち向かうために「教養」がいるのだ」と主張する。
- 反時代的「教養」宣言：浅田を除く著者六名による座談会。「疑い解体すべきカノンそのものをまず提示することが重要」、「それまでわかっていたつもりのものが、このリストのうちの、とくに人文系の一冊でも本気で読めば、地雷を間違って踏んでしまったように、よい方向にわけがわからなくなる。それでいい」、「(リストの本を)最後まで読む必要はない。読んでダメならすぐやめろ、その代わり、即その次の本を読みなさい〔...〕。そのうちに自分にピタッと合う本があるから、それを深く読めばいい」、「批判すべき対象を免疫形成のためにあえて(リストに)入れておく。聖書ばかりだと、町に出て、すぐ風邪を引いてしまう」、などの論点が提示された。
- 必読書150：「必読書」150冊のリスト。人文社会科学・海外文学・日本文学からそれぞれ50冊づつ選ばれている。一ページにつき一冊が紹介されており、七名の著者のうち一人によるその本の解説、およびその本の著者の略歴と他の主要著作が掲載されている。
- 参考テクスト70：「参考テクスト」70冊のリスト。人文社会科学に関する28冊・文学に関する18冊・芸術に関する24冊の紹介。一冊につき一行ないし二行の簡潔な紹介文が掲載されている。紹介文が誰の手によって書かれたものかは明らかにされていない。
- リストを見て呆然としている人々のために――あとがきに代えて：奥泉光が執筆。「リストを見て呆然となった人はサルではない。〔...〕サルは反省はしても、呆然となったりはしないのである。呆然となれたということは、少なくとも呆然となれるだけの素養がすでにして備わっているということだ。大丈夫、見込みはある。あとは読むだけだ」と読者を励ます内容。

## 「必読書150」一覧
副題がある場合は全て『主題：副題』のようにコロンで繋いだ。著者名・著作名は原則『必読書150』の表記に従った。明らかに特定の出版社が指定されている場合(『西田幾多郎哲学論集Ⅰ・Ⅱ・Ⅲ』など)、特定の書籍を指していない選書の場合(『ランボー詩集』など)のみ出版社を併記し、後者の場合は、その書籍を出している、と『必読書150』で紹介されている出版社を全て列挙した。
| 著者                     | 書名                                           | 解説 |
| ------------------------ | ---------------------------------------------- | ---- |
| プラトン                 | 『饗宴』                                       | 浅田 |
| アリストテレス           | 『詩学』                                       | 渡部 |
| アウグスティヌス         | 『告白』                                       | 奥泉 |
| レオナルド・ダ・ヴィンチ | 『レオナルド・ダ・ヴィンチの手記』(岩波文庫)   | 島田 |
| マキァヴェッリ           | 『君主論』                                     | 島田 |
| モア                     | 『ユートピア』                                 | 浅田 |
| デカルト                 | 『方法序説』                                   | 柄谷 |
| ホッブズ                 | 『リヴァイアサン』                             | 柄谷 |
| パスカル                 | 『パンセ』                                     | 渡部 |
| スピノザ                 | 『エチカ』                                     | 柄谷 |
| ルソー                   | 『社会契約論』                                 | 絓   |
| カント                   | 『純粋理性批判』                               | 柄谷 |
| ヘーゲル                 | 『精神現象学』                                 | 絓   |
| キルケゴール             | 『死に至る病』                                 | 柄谷 |
| マルクス                 | 『資本論』                                     | 柄谷 |
| ニーチェ                 | 『道徳の系譜』                                 | 島田 |
| ウェーバー               | 『プロテスタンティズムの倫理と資本主義の精神』 | 奥泉 |
| ソシュール               | 『一般言語学講義』                             | 渡部 |
| ヴァレリー               | 『精神の危機』                                 | 柄谷 |
| フロイト                 | 『快感原則の彼岸』                             | 島田 |
| シュミット               | 『政治神学』                                   | 絓   |
| ブルトン                 | 『シュルレアリスム宣言』                       | 岡崎 |
| ハイデッガー             | 『存在と時間』                                 | 絓   |
| ガンジー                 | 『ガンジー自伝』                               | 島田 |
| ベンヤミン               | 『複製技術時代における芸術作品』               | 絓   |
| ポランニー               | 『大転換：市場社会の形成と崩壊』               | 絓   |
| アドルノ＆ホルクハイマー | 『啓蒙の弁証法：哲学的断想』                   | 絓   |
| アレント                 | 『全体主義の起源』                             | 奥泉 |
| ウィトゲンシュタイン     | 『哲学探求』                                   | 柄谷 |
| レヴィ＝ストロース       | 『野生の思考』                                 | 渡部 |
| マクルーハン             | 『グーテンベルグの銀河系：活字人間の形成』     | 岡崎 |
| フーコー                 | 『言葉と物：人文科学の考古学』                 | 渡部 |
| デリダ                   | 『グラマトロジーについて：根源の彼方に』       | 浅田 |
| ドゥルーズ＆ガタリ       | 『アンチ・オイディプス』                       | 浅田 |
| ラカン                   | 『精神分析の四つの基本概念』                   | 絓   |
| ウォーラーステイン       | 『近代世界システム』                           | 絓   |
| ケージ                   | 『ジョン・ケージ：小鳥たちのために』           | 岡崎 |
| サイード                 | 『オリエンタリズム』                           | 絓   |
| ベイトソン               | 『精神と自然：生きた世界の認識論』             | 岡崎 |
| アンダーソン             | 『想像の共同体：ナショナリズムの起源と流行』   | 絓   |
| 本居宣長                 | 『玉勝間』                                     | 柄谷 |
| 上田秋成                 | 『胆大小心録』                                 | 渡部 |
| 内村鑑三                 | 『余は如何にして基督信徒となりし乎』           | 柄谷 |
| 岡倉天心                 | 『東洋の理想』                                 | 岡崎 |
| 西田幾多郎               | 『西田幾多郎哲学論集Ⅰ・Ⅱ・Ⅲ』(岩波書店)        | 絓   |
| 九鬼周造                 | 『「いき」の構造』                             | 渡部 |
| 和辻哲郎                 | 『風土』                                       | 岡崎 |
| 柳田國男                 | 『木綿以前の事』                               | 渡部 |
| 時枝誠記                 | 『国語学原論』                                 | 岡崎 |
| 宇野弘蔵                 | 『経済学方法論』                               | 絓   |

| 著者               | 書名                                                             | 解説 |
| ------------------ | ---------------------------------------------------------------- | ---- |
| ホメロス           | 『オデュッセイア』                                               | 島田 |
| モーセとされる     | 『創世記』                                                       | 奥泉 |
| ソポクレス         | 『オイディプス王』                                               | 浅田 |
| 不明               | 『唐詩選』                                                       | 奥泉 |
| ハイヤーム         | 『ルバイヤート』                                                 | 渡部 |
| ダンテ             | 『神曲』                                                         | 島田 |
| ラブレー           | 『ガルガンチュアとパンタグリュエルの物語』                       | 絓   |
| シェイクスピア     | 『ハムレット』                                                   | 奥泉 |
| セルバンテス       | 『ドン・キホーテ』                                               | 絓   |
| スウィフト         | 『ガリヴァー旅行記』                                             | 島田 |
| スターン           | 『トリストラム・シャンディ』                                     | 絓   |
| サド               | 『悪徳の栄え』                                                   | 渡部 |
| ゲーテ             | 『ファウスト』                                                   | 奥泉 |
| スタンダール       | 『パルムの僧院』                                                 | 渡部 |
| ゴーゴリ           | 『外套』                                                         | 島田 |
| ポー               | 『盗まれた手紙』                                                 | 奥泉 |
| エミリー・ブロンテ | 『嵐が丘』                                                       | 島田 |
| メルヴィル         | 『白鯨』                                                         | 奥泉 |
| フローベール       | 『ボヴァリー夫人』                                               | 渡部 |
| キャロル           | 『不思議の国のアリス』                                           | 渡部 |
| ドストエフスキー   | 『悪霊』                                                         | 奥泉 |
| チェーホフ         | 『桜の園』                                                       | 島田 |
| チェスタトン       | 『ブラウン神父の童心』                                           | 奥泉 |
| プルースト         | 『失われた時を求めて』                                           | 絓   |
| カフカ             | 『審判』                                                         | 渡部 |
| 魯迅               | 『阿Ｑ正伝』                                                     | 絓   |
| ジョイス           | 『ユリシーズ』                                                   | 島田 |
| トーマス・マン     | 『魔の山』                                                       | 奥泉 |
| ザミャーチン       | 『われら』                                                       | 島田 |
| ムージル           | 『特性のない男』                                                 | 絓   |
| セリーヌ           | 『夜の果ての旅』                                                 | 渡部 |
| フォークナー       | 『アブサロム、アブサロム！』                                     | 柄谷 |
| ゴンブローヴィッチ | 『フェルディドゥルケ』                                           | 島田 |
| サルトル           | 『嘔吐』                                                         | 渡部 |
| ジュネ             | 『泥棒日記』                                                     | 渡部 |
| ベケット           | 『ゴドーを待ちながら』                                           | 絓   |
| ロブ＝グリエ       | 『嫉妬(小説)』                                                   | 渡部 |
| デュラス           | 『モデラート・カンタービレ』                                     | 渡部 |
| レム               | 『ソラリスの陽のもとに』                                         | 島田 |
| ガルシア＝マルケス | 『百年の孤独』                                                   | 渡部 |
| ラシュディ         | 『真夜中の子どもたち』                                           | 島田 |
| ブレイク           | 『ブレイク詩集』(彌生書房・角川文庫・平凡社ライブラリー等)       | 島田 |
| ヘルダーリン       | 『ヘルダーリン詩集』(河出書房新社・筑摩書房)                     | 奥泉 |
| ボードレール       | 『悪の華』                                                       | 渡部 |
| ランボー           | 『ランボー詩集』(創元ライブラリ・ちくま文庫・新潮文庫・思潮社等) | 絓   |
| エリオット         | 『荒地』                                                         | 絓   |
| マヤコフスキー     | 『マヤコフスキー詩集』(飯塚書店・彰考書院)                       | 島田 |
| ツェラン           | 『ツェラン詩集』(青土社・ビブロス)                               | 浅田 |
| バフチン           | 『ドストエフスキーの詩学』                                       | 島田 |
| ブランショ         | 『文学空間』                                                     | 渡部 |

| 著者       | 書名                                                                          | 解説 |
| ---------- | ----------------------------------------------------------------------------- | ---- |
| 二葉亭四迷 | 『浮雲』                                                                      | 絓   |
| 森鴎外     | 『舞姫』                                                                      | 島田 |
| 樋口一葉   | 『にごりえ』                                                                  | 渡部 |
| 泉鏡花     | 『高野聖』                                                                    | 渡部 |
| 国木田独歩 | 『武蔵野』                                                                    | 絓   |
| 夏目漱石   | 『我輩は猫である』                                                            | 奥泉 |
| 島崎藤村   | 『破戒』                                                                      | 渡部 |
| 田山花袋   | 『蒲団』                                                                      | 柄谷 |
| 徳田秋声   | 『あらくれ』                                                                  | 絓   |
| 有島武郎   | 『或る女』                                                                    | 渡部 |
| 志賀直哉   | 『小僧の神様』                                                                | 絓   |
| 内田百閒   | 『冥途・旅順入城式』(岩波文庫)                                                | 渡部 |
| 宮澤賢治   | 『銀河鉄道の夜』                                                              | 岡崎 |
| 江戸川乱歩 | 『押絵と旅する男』                                                            | 奥泉 |
| 横山利一   | 『機械』                                                                      | 絓   |
| 谷崎潤一郎 | 『春琴抄』                                                                    | 渡部 |
| 夢野久作   | 『ドグラ・マグラ』                                                            | 奥泉 |
| 中野重治   | 『村の家』                                                                    | 絓   |
| 川端康成   | 『雪国』                                                                      | 島田 |
| 折口信夫   | 『死者の書』                                                                  | 渡部 |
| 太宰治     | 『斜陽』                                                                      | 島田 |
| 大岡昇平   | 『俘虜記』                                                                    | 島田 |
| 埴谷雄高   | 『死霊』                                                                      | 奥泉 |
| 三島由紀夫 | 『仮面の告白』                                                                | 島田 |
| 武田泰淳   | 『ひかりごけ』                                                                | 絓   |
| 深沢七郎   | 『楢山節考』                                                                  | 渡部 |
| 安部公房   | 『砂の女』                                                                    | 奥泉 |
| 野坂昭如   | 『エロ事師たち』                                                              | 渡部 |
| 島尾敏雄   | 『死の棘』                                                                    | 渡部 |
| 大西巨人   | 『神聖喜劇』                                                                  | 奥泉 |
| 大江健三郎 | 『万延元年のフットボール』                                                    | 奥泉 |
| 古井由吉   | 『円陣を組む女たち』                                                          | 柄谷 |
| 後藤明生   | 『挟み撃ち』                                                                  | 柄谷 |
| 円地文子   | 『食卓のない家』                                                              | 柄谷 |
| 中上健次   | 『枯木灘』                                                                    | 奥泉 |
| 斎藤茂吉   | 『赤光』                                                                      | 渡部 |
| 萩原朔太郎 | 『月に吠える』                                                                | 渡部 |
| 田村隆一   | 『田村隆一詩集』 (講談社文芸文庫・河出書房新社・集英社・朝日新聞社・思潮社等) | 絓   |
| 吉岡実     | 『吉岡実詩集』(思潮社・筑摩書房)                                              | 絓   |
| 坪内逍遥   | 『小説神髄』                                                                  | 絓   |
| 北村透谷   | 『人生に相渉るとは何の謂ぞ』                                                  | 柄谷 |
| 福沢諭吉   | 『福翁自伝』                                                                  | 絓   |
| 正岡子規   | 『歌よみに与ふる書』                                                          | 渡部 |
| 石川啄木   | 『時代閉塞の現状』                                                            | 絓   |
| 小林秀雄   | 『様々なる意匠』                                                              | 柄谷 |
| 保田與重郎 | 『日本の橋』                                                                  | 絓   |
| 坂口安吾   | 『堕落論』                                                                    | 島田 |
| 花田清輝   | 『復興期の精神』                                                              | 絓   |
| 吉本隆明   | 『転向論』                                                                    | 絓   |
| 江藤淳     | 『成熟と喪失』                                                                | 絓   |

## 「参考テクスト70」一覧
副題がある場合は全て『主題：副題』のようにコロンで繋いだ。著者名・著作名は原則『必読書150』の表記に従った。明らかに特定の出版社が指定されている場合(『メルロ＝ポンティ・コレクション』など)のみ出版社を併記した。
| 著者                           | 書名                                                  |
| ------------------------------ | ----------------------------------------------------- |
| ルイ・アルチュセール           | 『マルクスのために』                                  |
| レイモンド・ウィリアムズ       | 『キイワード辞典』                                    |
| ロジェ・カイヨワ               | 『聖なるものの社会学』                                |
| アントニオ・グラムシ           | 『新編：現代の君主』(ちくま学芸文庫)                  |
| スラヴォイ・ジジェク           | 『イデオロギーの崇高な対象』                          |
| ディドロ＆ダランベール編       | 『百科全書』                                          |
| フランツ・ファノン             | 『黒い皮膚・白い仮面』                                |
| ヤーコブ・ブルクハルト         | 『ブルクハルト文化史講演集』(筑摩書房)                |
| フェルナン・ブローデル         | 『歴史入門』                                          |
| ダニエル・ベル                 | 『資本主義の文化的矛盾』                              |
| ダグラス・R・ホフスタッター    | 『ゲーデル、エッシャー、バッハ：あるいは不思議の環』  |
| メルロ＝ポンティ               | 『メルロ＝ポンティ・コレクション』(ちくま学芸文庫)    |
| ユング                         | 『変容の象徴：精神分裂病の前駆症状』                  |
| ジャン＝フランソワ・リオタール | 『ポスト・モダンの条件：知・社会・言語ゲーム』        |
| G・ルカーチ                    | 『歴史と階級意識』                                    |
| 浅田彰                         | 『構造と力：記号論を超えて』                          |
| 網野善彦                       | 『日本社会の歴史』                                    |
| 岩田弘                         | 『現代社会主義と世界資本主義』                        |
| 上野千鶴子                     | 『ナショナリズムとジェンダー』                        |
| 大塚久雄                       | 『欧州経済史』                                        |
| 木村敏                         | 『時間と自己』                                        |
| 遠山啓                         | 『無限と連続：現代数学の展望』                        |
| 中井久夫                       | 『分裂病と人間』                                      |
| 林達夫                         | 『林達夫セレクション2：文芸復興』(平凡社ライブラリー) |
| 廣松渉                         | 『マルクス主義の地平』                                |
| 丸山真男                       | 『日本の思想』                                        |
| 山口昌男                       | 『道化の民俗学』                                      |
| 湯川秀樹                       | 『物理講義』                                          |

| 著者                         | 書名                                                            |
| ---------------------------- | --------------------------------------------------------------- |
| エーリッヒ・アウエルバッハ   | 『ミメーシス：ヨーロッパ文学における現実描写』                  |
| フレデリック・ジェイムソン   | 『言語の牢獄』                                                  |
| ヴィクトル・シクロフスキー他 | 『ロシア・フォルマリズム論集』(現代思潮新社)                    |
| スーザン・ソンタグ           | 『反解釈』                                                      |
| ブルーノ・タウト             | 『日本文化私観』                                                |
| ウラジーミル・ナボコフ       | 『ヨーロッパ文学講義』                                          |
| ジョルジュ・バタイユ         | 『エロティシズム』                                              |
| ノースロップ・フライ         | 『批評の解剖』                                                  |
| ルイス・フロイス             | 「日欧文化比較」(『大航海時代叢書＜第1期11巻＞』(岩波書店)所収) |
| 稲垣足穂                     | 『少年愛の美学：稲垣足穂コレクション』(河出文庫)                |
| 加藤周一                     | 『日本文学史序説』                                              |
| 柄谷行人                     | 『日本近代文学の起源』                                          |
| 寺山修司                     | 『戦後詩：ユリシーズの不在』                                    |
| 橋川文三                     | 『日本浪漫派批判序説』                                          |
| 蓮實重彦                     | 『反＝日本語論』                                                |
| 平野謙                       | 『昭和文学史』                                                  |
| 前田愛                       | 『近代読者の成立』                                              |

| 著者                                   | 書名                                 |
| -------------------------------------- | ------------------------------------ |
| アントナン・アルトー                   | 『演劇とその分身』                   |
| ドナルド・グラウト＆クロード・パリスカ | 『新西洋音楽史』                     |
| ケネス・クラーク                       | 『芸術と文明』                       |
| レム・コールハース                     | 『錯乱のニューヨーク』               |
| E・H・ゴンブリッチ                     | 『芸術と幻影』                       |
| ギー・ドゥボール                       | 『スペクタクルの社会』               |
| ジョン・バージャー                     | 『イメージ：視覚とメディア』         |
| ベーラ・バラージュ                     | 『視覚的人間：映画のドラマツルギー』 |
| ロラン・バルト                         | 『明るい部屋：写真についての覚書』   |
| レイナー・バンハム                     | 『第一機械時代の理論とデザイン』     |
| アンリ・フォション                     | 『形の生命』                         |
| フラー                                 | 『宇宙船地球号：操縦マニュアル』     |
| ケネス・フランプトン                   | 『モダン・アーキテクチュア』         |
| ニコラス・ヘヴスナー                   | 『モダン・デザインの展開』           |
| ウィリアム・モリス                     | 『ユートピアだより』                 |
| 阿部良雄                               | 『群集の中の芸術家』                 |
| 磯崎新                                 | 『建築の解体：1968年の建築状況』     |
| 井上充夫                               | 『日本建築の空間』                   |
| 岡崎乾二郎                             | 『ルネサンス：経験の条件』           |
| 岡本太郎                               | 『日本の伝統』                       |
| 小泉文夫                               | 『日本の音：世界のなかの日本音楽』   |
| 高階秀爾                               | 『日本近代美術史論』                 |
| 柳宗悦                                 | 『南無阿弥陀仏：付心偈』             |
| (周興嗣)                               | 『千字文』                           |